# Fetish & Dreams
Fetish & Dreams ist ein Film des Schweizer Filmemachers Steff Gruber. Der Film über die New Yorker Single-Szene der 1980er Jahre ist zugleich ein Exkurs über die Relationen von Realität und Fiktion.

## Handlung
Ein Schweizer Filmemacher (S.) und sein Kameramann arbeiten an einem Dokumentarfilmprojekt in New York. Das Team recherchiert zum Thema „Einsamkeit“.
In New York gibt es siebeneinhalb Millionen alleinlebende „Singles“. Eine eindrückliche Kulisse für das Vorhaben. Hier blüht das Geschäft mit der Einsamkeit. Ein ganzer Wirtschaftszweig lebt davon. Unzählige Firmen und Organisationen bieten ihre Dienste für Singles und Partnersuchende an. So auch Lea und Marcy, zwei rührige Frauen, die unter dem Titel „Fifty Ways To Meet Your Lover“ Kurse für Singles anbieten. Die beiden bringen einsamen Frauen und Männern das „Know-how“ bei, das es braucht, um einen Partner zu finden.
Eine andere Institution dieser Art führt so genannte „TV-Production Single-Evenings“ durch. Dabei lernen die Kursteilnehmer mit Videotechnik umzugehen. Doch dies ist nebensächlich. Im Vordergrund steht der Wunsch, bei dieser Gelegenheit einen Partner kennenzulernen.
Auch die Kontaktanzeigen sind ein beliebtes Mittel der Partnersuche. S. startet einen Versuch im Village Voice. Er erhält lediglich eine Zuschrift. Auch dies scheint eine Frage der richtigen Technik zu sein. Eine Kursteilnehmerin bei Lea und Marcy erzählt, sie habe auf eine Anzeige zehntausend Briefe bekommen.
Für die Kontaktsuche ist offensichtlich kein Kommunikationsmedium ungeeignet. „Singles Date Line“ nennt sich eine weitere Einrichtung – Partnersuche per Telefonbeantworter. S. hört sich an, wie Frauen ab Band ihre Vorzüge anpreisen.
Das Telefon ist allgegenwärtig. „Pandorras Box“ ist ein Etablissement, das die sexuellen Wünsche einsamer Männer erfüllt – per Telefon und gegen Bezahlung von dreissig Dollar pro „Sitzung“.
Mit journalistischer Gründlichkeit geht S. diesen Dingen nach und hält alles mit der Kamera fest. Zu Beginn mit Distanz, als blosser Beobachter. Aber immer weniger kann S. sich der eigenen Betroffenheit entziehen. Auch er ist einsam. Eine Frau, die er auf dem Hinflug beobachtet hatte, geht ihm nicht mehr aus dem Sinn. Er kennt nur ihren Namen, Michèle, und weiss, dass sie in Boston Musik studiert…
Auf seine Art versucht nun S., das in den Kontakt-Kursen erlernte Know-how anzuwenden. Seine telefonische Suchaktion führt indessen zu keinem Ergebnis. Also beschliesst er, nach Boston zu fahren. Dort klappert er alle Musikschulen ab und klebt in den Strassen Plakate. Endlich meldet sich Michèle. Es kommt zu einem Treffen.
S. verliebt sich. Die Filmgeschichte hat sich endgültig mit seiner eigenen verstrickt. Er fährt zurück nach New York. Seine Filmarbeit nimmt eine Wendung. Distanz ist nun nicht mehr möglich.
Einige Wochen später besucht ihn Michèle in New York. Sie sprechen über ihre Verliebtheit und ihre Ängste vor einer festen Bindung. Es wird deutlich, dass es für die beiden keine gemeinsame Zukunft geben kann. Zurück in der Schweiz sitzt S. am Videomonitor. Was zurückbleibt, sind beliebig manipulierbare Bildsequenzen.

## Hintergrund
Steff Grubers Fetish & Dreams ist die thematische, wie formale Fortführung des vorangegangenen Films Moon in Taurus, der sich thematisch mit Codes innerhalb von Zweierbeziehungen und der Frage beschäftigt, warum Beziehungen auseinandergehen. Aus mehr als dreissig Stunden Material filterte Gruber jene neunzig Minuten, die Fetish & Dreams wie sein Vorgängerfilm zu einem Film zwischen Fiktion und Dokumentation werden lässt. Beim Filmfestival Locarno erhielt der Film für den Umgang mit Dokumentar- und Spielfilmelementen eine besondere Erwähnung.
Mit seinem zweiten Langfilm beschritt Gruber auch in technischer Hinsicht neue Wege. Durch ein selbst entwickeltes Verfahren wurde der elektronisch auf Video gedrehte Film anschliessend auf 35 mm kopiert und war damit der erste Videotransfer in Schweizer Kinos.

## Kritiken
„Steff Gruber ist unter den schweizerischen Filmemachern eine Ausnahmeerscheinung. Sowohl ‚Moon in Taurus’, sein erster Spielfilm, als nun auch ‚Fetish & Dreams’ widersetzen sich Sehgewohnheiten, die auf eher konventionelle Dramaturgien bei Spielfilmen eingestimmt sind. ‚Fetish & Dreams’ führt fort, was ‚Moon in Taurus’ (1980) begonnen hatte: aus dokumentarischem Material, das zu diesem Zwecke aufgenommen wurde, eine Fiktion herausfiltern; aus ihm also einen Spielfilm herstellen, der andererseits aber auch ein Dokumentarfilm ist, indem die Fiktion sich ihrerseits umstülpt in einen soziologischen Exkurs über die Relationen von Menschen untereinander, von Männern und Frauen in einer bestimmt gesellschaftlichen Situation. Das Vorgehen Steff Grubers ist, sowohl bei den Aufnahmen zu einem Film als auch bei der Bearbeitung des so gewonnenen Materials, also ausserhalb der Norm. Was dabei entsteht, ist ästhetisch etwas Genuines, ein Stück künstlerischer Welt, wie sie in den Filmtheorien bisher nicht gedanklich vorweggenommen war.“

„Der schönste Liebesfilm, denke ich für einen Augenblick. Vielleicht, weil er einen in eine spielerische Stimmung versetzt, und vielleicht auch, weil er von einer verkehrten Welt berichtet und daneben vom Versuch, in der eigenen Welt zurechtzukommen. Dies immer in der Schwebe zwischen Fiktion und Dokument. ‚Fetish & Dreams’, nach ‚Höhenfeuer’ ein weiterer aber auch letzter Höhepunkt im Locarno-Wettbewerb.“

„Ein exzellenter Exkurs über die Relationen von Realität und Fiktion.“

## Filmfestivals
- Internationales Filmfestival von Locarno Wettbewerb 1985
- Internationale Hofer Filmtage (Wettbewerb) 1985
- Montreal Festival of New Cinema and New Media 1985
- Solothurner Filmtage 1986
- International Istanbul Filmdays 1988

## Auszeichnungen
- „Mention spéciale“ für die gestalterische Originalität im Umgang mit Dokumentar- und Spielfilmelementen beim Filmfestival von Locarno
- Qualitätsprämie EDI